# فوغتسبورغ
فوغتسبورغ در كايزراشتول (بالألمانية: Vogtsburg) هي مدينة وبلدة ألمانية تقع في Breisgau-Hochschwarzwald في ألمانيا. يقدر عدد سكانها بـ 5,661 نسمة .

## معرض صور

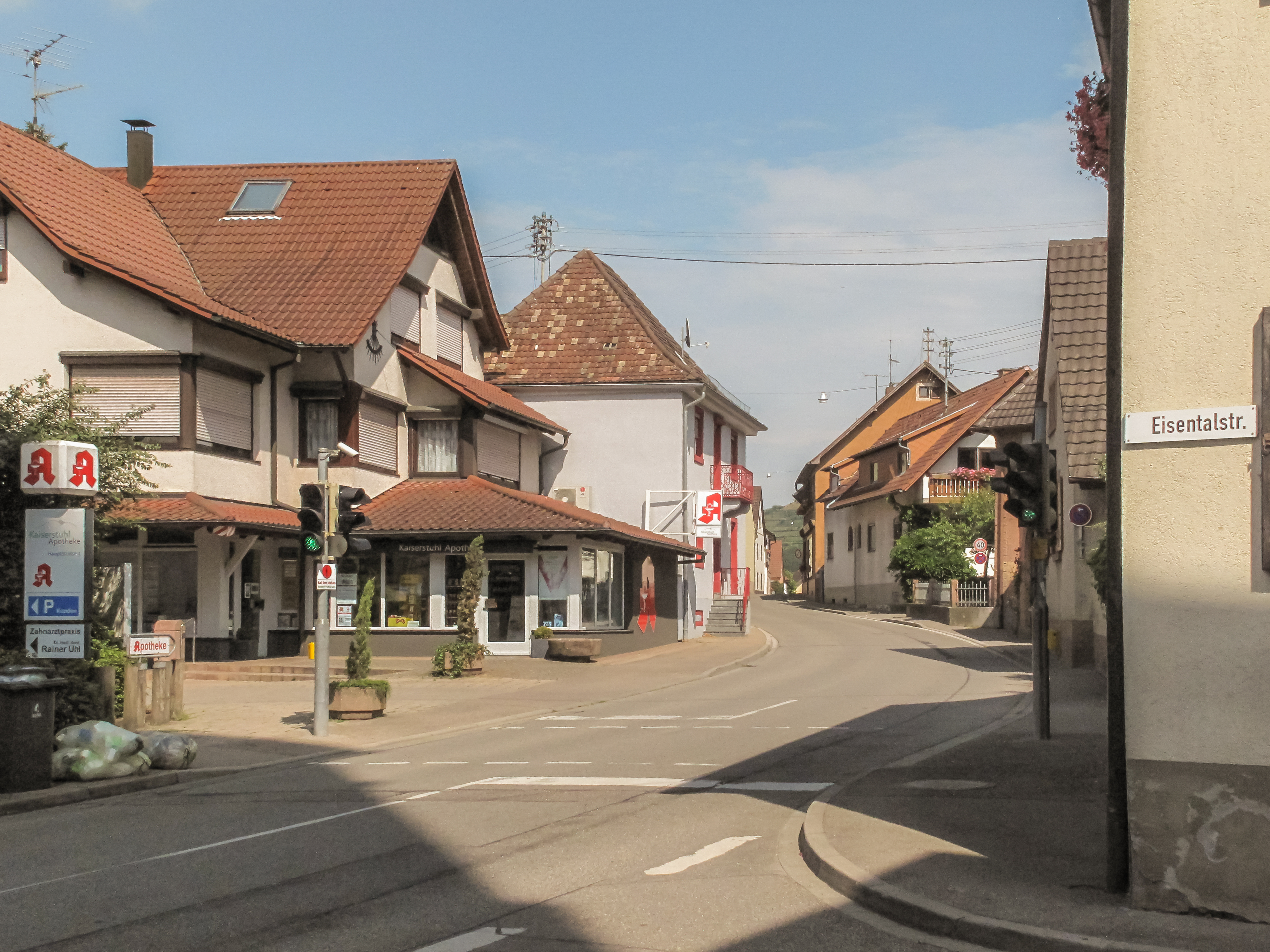
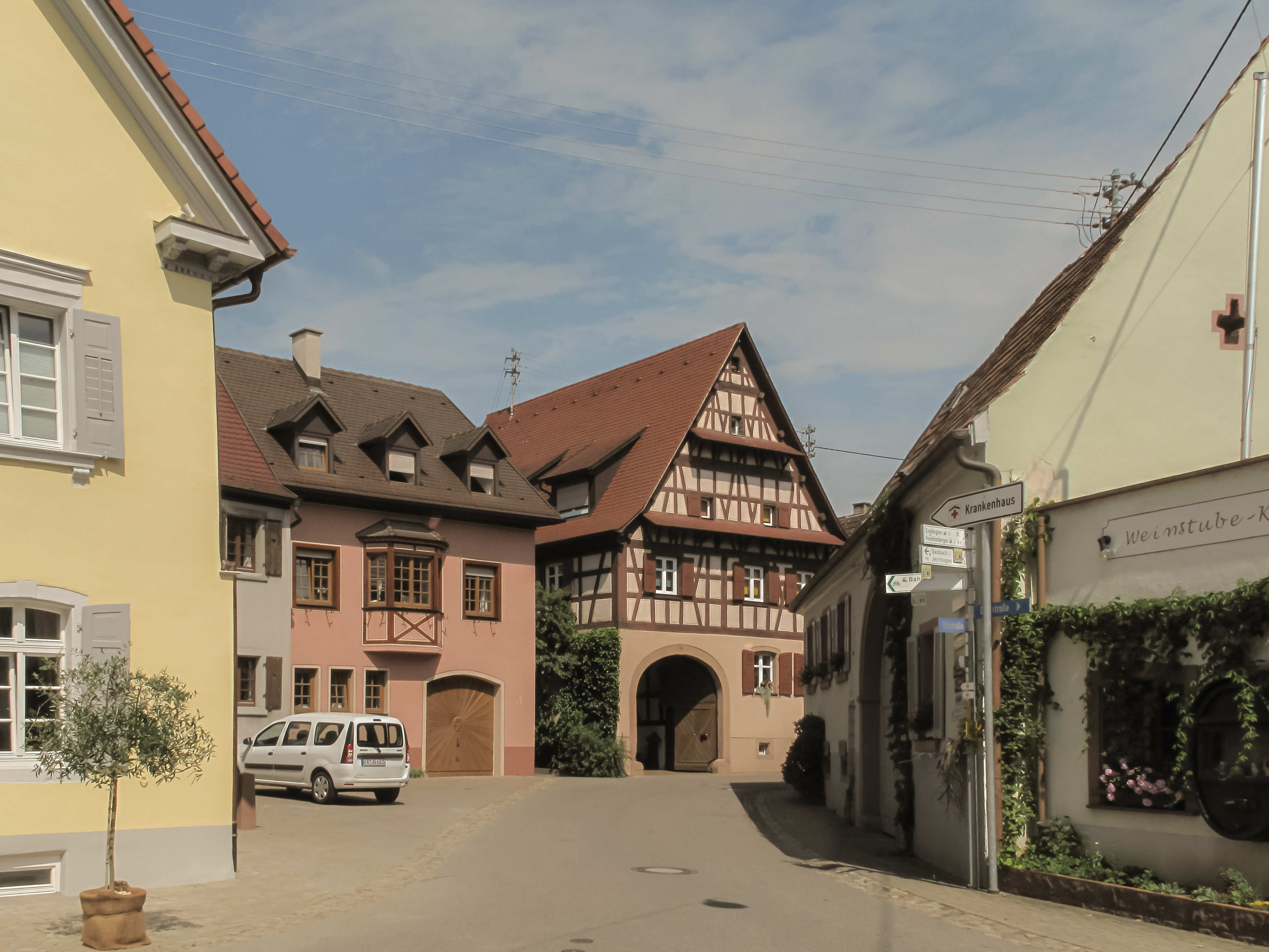
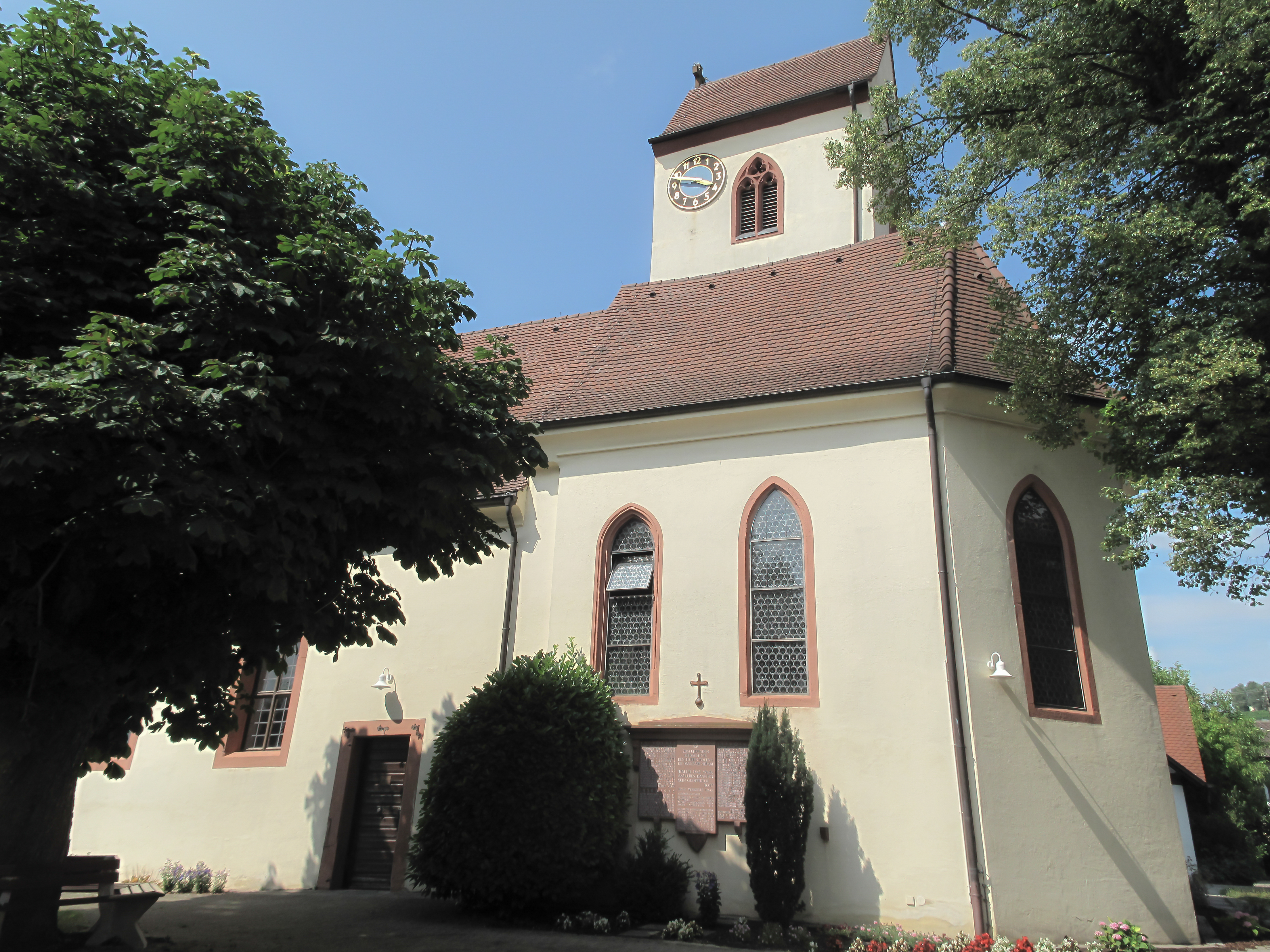
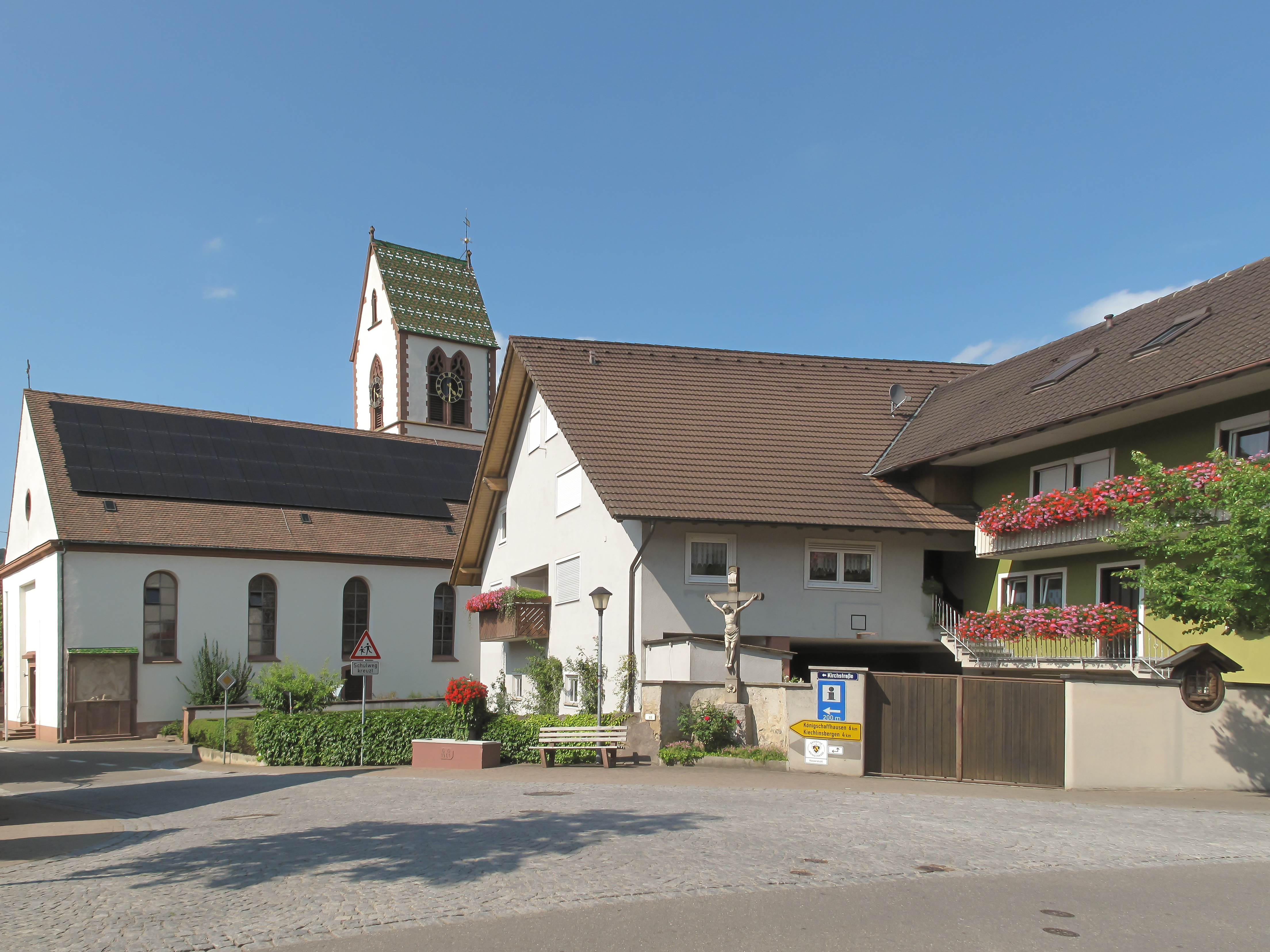
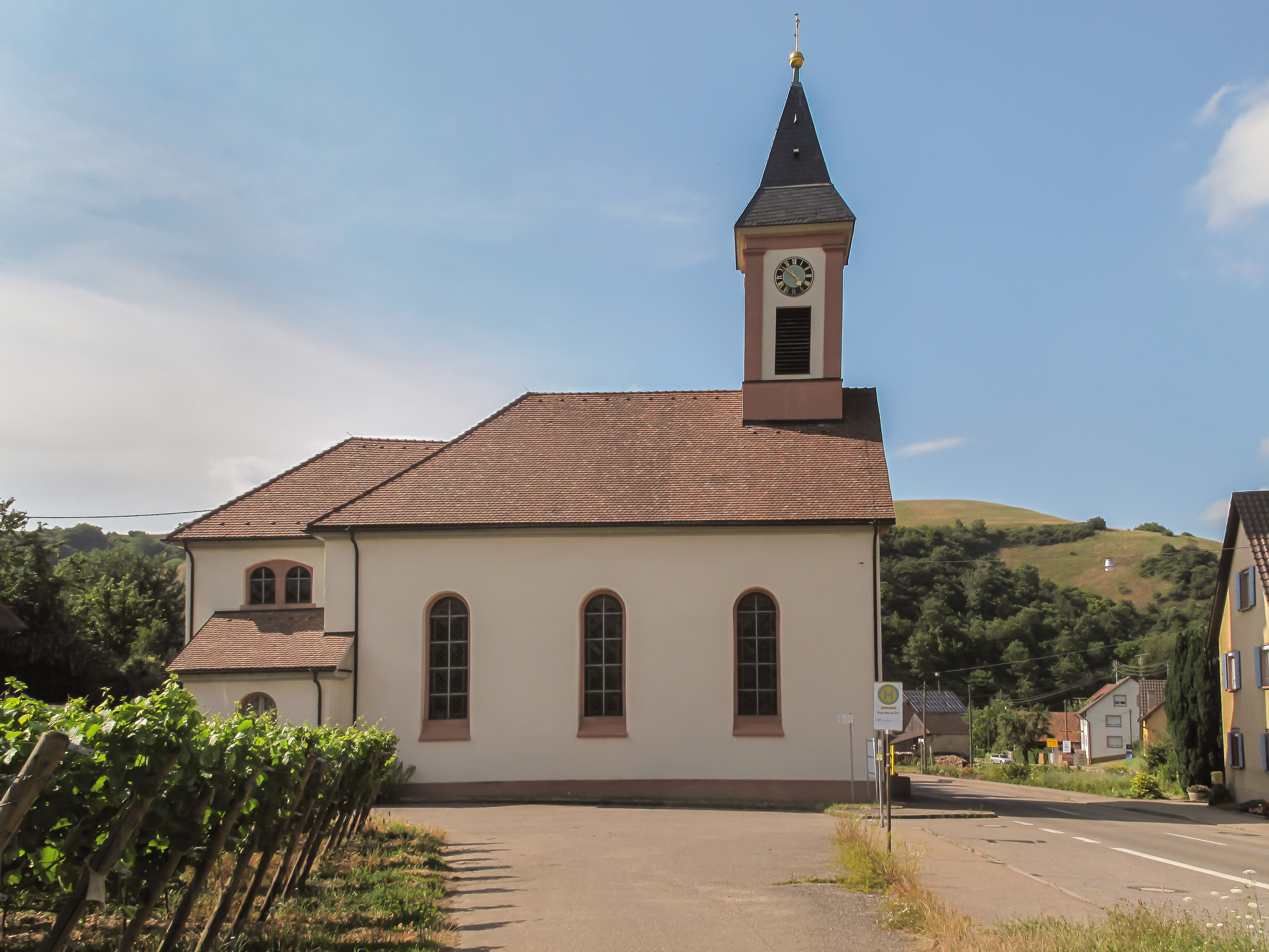